# مؤسسه طلال ابو غزاله
مؤسسه طلال ابو غزاله (عربی: مجموعة طلال أبو غزالة الدولية) یک شرکت بین‌المللی هلدینگ است که با بیش از ۱۰۰ دفتر در سراسر جهان در منطقه عرب، آفریقا، اروپا، آسیا و آمریکای شمالی فعالیت می‌کند. این مؤسسه پیشرو ارائه دهنده خدمات حرفه‌ای است که از زمان تأسیس با ۶۰ شرکت و جوامع عضو تشکیل شده‌است. علاوه بر اینکه وابسته به بانک جهانی است. TAG-Org عمدتاً به نقش خود در حمایت از نوآوران عرب از طریق ترویج مفهوم و ارتباط حقوق مالکیت فکری(IPR) در کشورهای عربی در دهه هفتاد و به‌خصوص با شکل‌گیری مالکیت فکری ابو غزاله (AGIP) در سال ۱۹۷۲ و بعداً انجمن جامع مالکیت معنوی (ASIP) در سال ۱۹۸۷ مشهور می‌باشد.